# 丁香医生
丁香医生是医学网站丁香园开设的一个線上醫療服務平台，前身是2011年6月上线的药品信息工具的软件“用药助手”，2014年10月更为现名。2016年7月，该平台开办在线问诊服务。

## 事件
2019年5月8日，丁香医生更新后的iOS版由于存在避开应用程序内购机制（IAP）的应用内购买功能、内容或者服务，违反了相关要求，被苹果公司拒绝，其后丁香医生两度通过邮件形式进行申诉，表示图文问诊中使用的支付模式属于平台医生针对患者的个性化需求而提供的线上医疗服务。而丁香医生负责人认为，苹果公司的做法侵犯了平台医生的合法权益，因此计划起诉苹果公司。

### 账号被限制发言
2022年8月9日，丁香园旗下数个账号在中国大陆多家自媒体平台（微博、知乎、今日头条、微信公众号等）上被禁言。丁香园工作人员向媒体回应称，部分社交媒体账号应平台要求被禁封30天，具体原因不了解。